# Enea di Parigi
Enea di Parigi (... – 27 dicembre 870) è stato un vescovo e teologo francese; resse la diocesi di Parigi dal 857 alla sua morte.

## Biografia
È noto principalmente come autore di uno dei più controversi trattati contro i  Bizantini (chiamati Greci nell'opera), scritto in risposta alle encicliche del patriarca Fozio.
Il suo Liber adversus Græcos discute i temi della emanazione dello Spirito Santo, del matrimonio del clero, del digiuno, della consignatio infantium, della tonsura clericale, del primato di Roma e della elevazione dei diaconi alla sede di Roma. Dichiarò che le accuse portate dai Greci contro i Latini erano "questioni superflue, che avevano più relazioni con le faccende secolari che con quelle spirituali". L'opera è principalmente una collezione di citazioni o "sentenze", dei padri della Chiesa greci e latini.
Nella sua Epistola tractoria ad Wenilonem, scritta verso il 856, Prudenzio di Troyes dichiarò di approvare la nomina di Enea a nuovo vescovo di Parigi, se questi avesse sottoscritto i quattro articoli sulla doppia predestinazione. Apparentemente Enea sottoscrisse gli articoli, dato che Prudenzio, il quale non poteva recarsi a Parigi perché malato, non si oppose alla sua nomina. Enea, che era notaio presso la corte di Carlo il Calvo (23 gennaio 843 - 28 febbraio 856), succedette quindi a Erchanrado II, come lo attesta uno scambio di lettere fra il clero parigini ed il metropolita della provincia, il vescovo Wenilone (o Ganilone) di Sens.

## Bibliograf}ia
- Schaff-Herzog Encyclopedia, public domain text